# Wassermannreaktion
Wassermannreaktion är ett serologiskt test för att diagnostisera syfilis. Bakteriologen August Paul von Wassermann (1866-1925) har givit namn åt testmetoden.
Metoden påvisar antikroppar mot sjukdomen i blodet. Falska positiva reaktioner kan förekomma.